# Ashford Carbonell
Ashford Carbonell – wieś w Anglii, w hrabstwie Shropshire. Leży 44 km na południe od miasta Shrewsbury i 199 km na północny zachód od Londynu.